# Seguridad estructural

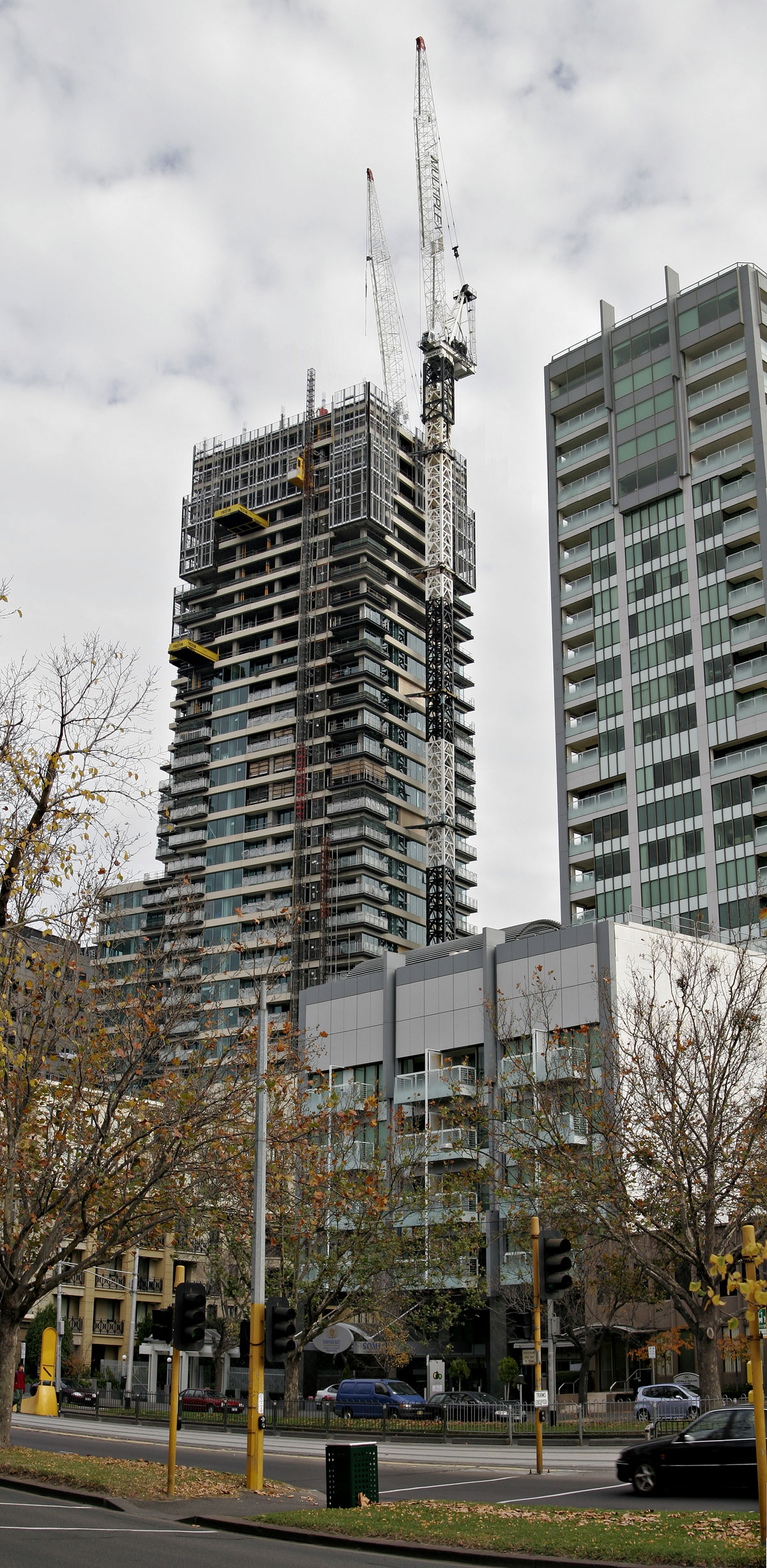
Edificio de oficinas en construcción.

Se denomina seguridad estructural a una serie de condiciones que deben cumplir los edificios para considerar que las actividades para los que fueron diseñados pueden realizarse de forma segura. Estas condiciones aplican tanto para el uso previsto del edificio como para su periodo de construcción.

## Características
La seguridad estructural contempla dos aspectos distintos:
- Resistencia y estabilidad (que el edificio resista los esfuerzos previstos)
- Condiciones de servicio (que se pueda utilizar con normalidad)

En España, la seguridad estructural de los edificios está regulada mediante el Código Técnico de la Edificación, (CTE), y concretamente en el Documento Básico de Seguridad Estructural (DB SE), que se subdivide en varios apartados:
- DB-SE-AE: "Acciones en la edificación", que determina las cargas y esfuerzos mínimos que debe soportar un edificio según su uso y situación.
- DB-SE-C: "Cimientos", que determina las condiciones que deben cumplir los cimientos
- DB-SE-A: "Acero", para las estructuras metálicas
- DB-SE-F: "Fábrica", para las estructuras de ladrillos o bloques
- DB-SE-M: "Madera", para las estructuras de madera.

Además, las estructuras de hormigón se regulan por la norma del hormigón estructural (EHE)

## Algunos requisitos
- La seguridad estructural comprende todos los elementos estructurales de un edificio, así como plataformas, escaleras etc.
- La construcción de edificios exige un proyecto redactado por un técnico facultativo competente y debidamente visado por el colegio profesional correspondiente. Así mismo, debe presentarse ante las autoridades pertinentes y obtener una licencia de obra antes de proceder a su ejecución.
- El técnico firmante del proyecto es responsable de asegurar que todos los elementos estructurales o de servicio posean la resistencia necesarias para soportar las cargas o esfuerzos a los que puedan estar sometidos, y que estén fijados correctamente para garantizar su estabilidad
- La empresa constructora está obligada a ejecutar la obra respetando las características técnicas del proyecto, y siguiendo las órdenes de la dirección facultativa.
- En lo referente a estructura, los ejecutores de la obra tendrán responsabilidad civil sobre la misma durante diez años.